# Syntagma musicum
Syntagma musicum (в пер. с латинского яз. Устройство музыки) — музыкально-теоретический труд Михаэля Преториуса. Самый масштабный музыкально-теоретический трактат в Германии XVII века.
Syntagma musicum состоит из 3 томов (задумано было 4), из которых первый написан на латыни со вставками немецкого текста, два последующих — только по-немецки. Первый том под названием De musica sacra (лат. «О церковной музыке») был издан в 1614/1615 годах в Виттенберге. Он состоит из частей:
- Discursus de musica choreali et veterum psalmodia.
- Comentarii de missodia vel leturgia summa.
- Explicatio matutinae et vespertinae leturgiae: cum aliis annexis.
- Contemplatio musicae instrumentalis ecclesiasticae, cum in Veteris, tum Novi Testamenti Ecclesia usitatae.

Том второй — De organographia (лат. «Об органографии»). Издан в Вольфенбюттеле в 1619 году. Состоит из двух частей:
- Aller musikalischen alten und neuen /…/ Instrumenten Nomenklatur («Номенклатура всех старинных и новых музыкальных инструментов»)
- Der alten und neuen Orgeln gewisse Beschreibung («Описание конструкции старинных и новых органов»)

Том третий — Termini musici (лат. «Музыкальные термины»). Издан в Вольфенбюттеле в 1619 году. Состоит из следующих частей:
- Die Bedeutung/ wie auch Abtheil und Beschreibung fast aller Nahmen/ der italianischen/ franzößischen/ englischen und jetziger zeit in Teutschland gebräuchlichen Gesänge (Толкование и описание почти всех имен в итальянских, французских, английских и немецких современных песнопениях)
- Was im singen/ bey den Noten und Tactu, Modis und Transpositione, partibus seu vocibus und unterschiedenen Choris, auch bey den Unisonis unnd Octavis zu observiren
- Wie die italienische und andere Termini musici … zu gewehnen seyn (Как понимать итальянские и иные музыкальные термины).

Во второй том (в качестве приложения) входит вышедший в 1620 году в Вольфенбюттеле атлас Theatrum instrumentorum seu Sciagraphia (лат. «Инструментальный театр, или Сциаграфия»), содержащий изображения многих музыкальных инструментов. Это приложение имеет важное значение вплоть до нашего времени как источник информации по изготовлению и устройству старинных музыкальных инструментов.

## Современные издания
- Michael Praetorius: Syntagma musicum. 3 Bde. Bärenreiter Verlag, Kassel 1958-59. ISBN 3761815271 (факсимиле оригинальных изданий)